# Fotballklubben Haugesund 2018
Questa voce raccoglie le informazioni riguardanti il Fotballklubben Haugesund nelle competizioni ufficiali della stagione 2018.

## Stagione
A seguito del 10º posto arrivato nel campionato 2017, nella stagione 2018 l'Haugesund avrebbe partecipato all'Eliteserien ed al Norgesmesterskapet. Il 19 dicembre 2017 sono stati compilati i calendari per l'Eliteserien 2018: alla 1ª giornata, l'Haugesund avrebbe fatto visita all'Odd alla Skagerak Arena.

## Rosa
| N. |                           | Ruolo | Calciatore               |
| -- | ------------------------- | ----- | ------------------------ |
| 1  | Norvegia (bandiera)       | P     | Per Kristian Bråtveit    |
| 3  | Costa d'Avorio (bandiera) | D     | Benjamin Karamoko        |
| 4  | Norvegia (bandiera)       | D     | Fredrik Pallesen Knudsen |
| 5  | Croazia (bandiera)        | C     | Marko Ćosić              |
| 6  | Norvegia (bandiera)       | D     | Joakim Våge Nilsen       |
| 7  | Norvegia (bandiera)       | C     | Christian Grindheim      |
| 8  | Norvegia (bandiera)       | C     | Sondre Tronstad          |
| 9  | Danimarca (bandiera)      | C     | Frederik Gytkjær         |
| 12 | Norvegia (bandiera)       | P     | Helge Sandvik            |
| 14 | Norvegia (bandiera)       | C     | Torbjørn Kallevåg        |
| 15 | Nigeria (bandiera)        | C     | Izuchuckwu Anthony       |
| 16 | Capo Verde (bandiera)     | C     | Bruno Leite              |
| 17 | Nigeria (bandiera)        | A     | Shuaibu Ibrahim          |
| 17 | Senegal (bandiera)        | A     | Ibrahima Wadji           |

| N. |                       | Ruolo | Calciatore            |
| -- | --------------------- | ----- | --------------------- |
| 18 | Norvegia (bandiera)   | D     | Vegard Skjerve        |
| 19 | Norvegia (bandiera)   | D     | Kristoffer Haraldseid |
| 20 | Mali (bandiera)       | A     | Ibrahima Koné         |
| 21 | Norvegia (bandiera)   | C     | Tobias Svendsen       |
| 22 | Norvegia (bandiera)   | D     | Alexander Stølås      |
| 24 | Norvegia (bandiera)   | P     | Herman Fossdal        |
| 25 | Capo Verde (bandiera) | C     | Erin Pinheiro         |
| 31 | Norvegia (bandiera)   | C     | Kristoff Gunnarshaug  |
| 33 | Norvegia (bandiera)   | C     | Kristoffer Velde      |
| 34 | Norvegia (bandiera)   | C     | Kevin Krygård         |
| 35 | Nigeria (bandiera)    | C     | Anthony Ikedi         |
| 55 | Serbia (bandiera)     | C     | Aleksandar Kovačević  |
| 77 | Nigeria (bandiera)    | C     | David Akintola        |

## Calciomercato

### Sessione invernale(dal 01/01 al 31/03)
| Arrivi           | Arrivi              | Arrivi           | Arrivi        |
| R.               | Nome                | da               | Modalità      |
| ---------------- | ------------------- | ---------------- | ------------- |
| D                | Benjamin Karamoko   | Saint-Étienne    | definitivo    |
| D                | Joakim Våge Nilsen  |                  | svincolato    |
| C                | Christian Grindheim |                  | svincolato    |
| C                | David Akintola      | Midtjylland      | prestito      |
| C                | Arent-Emil Hauge    | Vard Haugesund   | fine prestito |
| C                | Anthony Ikedi       | Gent             | definitivo    |
| C                | Torbjørn Kallevåg   |                  | svincolato    |
| C                | Erin Pinheiro       | Saint-Étienne    | prestito      |
| A                | Ibrahima Koné       | Cercle Olympique | definitivo    |
| A                | Erling Myklebust    | Vard Haugesund   | fine prestito |
| Altre operazioni |                     |                  |               |
| R.               | Nome                | da               | Modalità      |
| A                | Johnny Buduson      | Fredrikstad      | fine prestito |
| A                | Erik Huseklepp      | Åsane            | fine prestito |

| Partenze         | Partenze            | Partenze    | Partenze      |
| R.               | Nome                | a           | Modalità      |
| ---------------- | ------------------- | ----------- | ------------- |
| D                | Tor Arne Andreassen |             | ritiro        |
| D                | Izuchuckwu Anthony  | Jerv        | prestito      |
| D                | Sverre Bjørkkjær    | Strømmen    | definitivo    |
| C                | Robert Kling        |             | svincolato    |
| C                | Eirik Mæland        |             | svincolato    |
| C                | Jakub Serafin       | Lech Poznań | fine prestito |
| A                | Liban Abdi          |             | svincolato    |
| A                | Johnny Buduson      | HamKam      | definitivo    |
| A                | Erik Huseklepp      | Åsane       | definitivo    |
| A                | Shuaibu Ibrahim     | Kongsvinger | prestito      |
| Altre operazioni |                     |             |               |
| R.               | Nome                | da          | Modalità      |
| C                | Anthony Ikedi       | Gent        | fine prestito |

### Sessione estiva(dal 19/07 al 15/08)
| Arrivi | Arrivi          | Arrivi | Arrivi   |
| R.     | Nome            | da     | Modalità |
| ------ | --------------- | ------ | -------- |
| C      | Tobias Svendsen | Molde  | prestito |
| A      | Ibrahima Wadji  | Molde  | prestito |

| Partenze | Partenze             | Partenze | Partenze   |
| R.       | Nome                 | a        | Modalità   |
| -------- | -------------------- | -------- | ---------- |
| C        | Aleksandar Kovačević |          | svincolato |

## Risultati

### Eliteserien

#### Girone di andata
| Arbitro: | Hagen (Grue) |

|             |           |                                   |
| Broberg 75’ | Marcatori | 52’ (aut.) Semb Berge 62’ Gytkjær |

| Arbitro: | Hansen (Feda) |

|  |           |            |
|  | Marcatori | 9’ Aursnes |

| Arbitro: | Hafsås (Trondheim) |

|  |           |                                                |
|  | Marcatori | 20’ (aut.) Moe 42’ Akintola 82’ (rig.) Gytkjær |

| Arbitro: | Eskås (Oslo) |

|              |           |              |
| Akintola 45’ | Marcatori | 50’ Schwartz |

| Arbitro: | Skjerven (Kaupanger) |

|                                            |           |                          |
| Reginiussen 6’, 67’ Storflor 16’ Tønne 84’ | Marcatori | 19’ Stølås 63’ Grindheim |

| Arbitro: | Hobber Nilsen (Oslo) |

|              |           |  |
| Kallevåg 19’ | Marcatori |  |

| Arbitro: | Kjensli (Oslo) |

|  |           |             |
|  | Marcatori | 49’ Gytkjær |

| Arbitro: | Hagen (Grue) |

|                          |           |                                  |
| Carvalho 23’ Michael 81’ | Marcatori | 16’ Skjerve 64’ Pallesen Knudsen |

| Arbitro: | Smehus Kringstad (Oslo) |

|                                       |           |                  |
| Akintola 37’ Gytkjær 71’ Kallevåg 81’ | Marcatori | 1’ Bamba 90’ Bye |

| Arbitro: | Eskås (Oslo) |

|            |           |               |
| Barmen 70’ | Marcatori | 54’ Grindheim |

### Norgesmesterskapet
| Arbitro: | Kellerhals |

|  |           |                                     |
|  | Marcatori | 13’ Kovačević 36’ Velde 42’ Skjerve |

| Arbitro: | Sinnes |

|               |           |                    |
| Dyngeland 61’ | Marcatori | 13’ Koné 57’ Velde |

| Arbitro: | Hagen (Grue) |

|            |           |                  |
| Liseth 19’ | Marcatori | 55’, 90’ Gytkjær |

## Statistiche

### Statistiche di squadra
| Competizione       | Punti | In casa | In casa | In casa | In casa | In casa | In casa | In trasferta | In trasferta | In trasferta | In trasferta | In trasferta | In trasferta | Totale | Totale | Totale | Totale | Totale | Totale | DR |
| Competizione       | Punti | G       | V       | N       | P       | Gf      | Gs      | G            | V            | N            | P            | Gf           | Gs           | G      | V      | N      | P      | Gf     | Gs     | DR |
| ------------------ | ----- | ------- | ------- | ------- | ------- | ------- | ------- | ------------ | ------------ | ------------ | ------------ | ------------ | ------------ | ------ | ------ | ------ | ------ | ------ | ------ | -- |
| Eliteserien        | 0     | 0       | 0       | 0       | 0       | 0       | 0       | 0            | 0            | 0            | 0            | 0            | 0            | 0      | 0      | 0      | 0      | 0      | 0      | 0  |
| Norgesmesterskapet | -     | 0       | 0       | 0       | 0       | 0       | 0       | 0            | 0            | 0            | 0            | 0            | 0            | 0      | 0      | 0      | 0      | 0      | 0      | 0  |
| Totale             | -     | 0       | 0       | 0       | 0       | 0       | 0       | 0            | 0            | 0            | 0            | 0            | 0            | 0      | 0      | 0      | 0      | 0      | 0      | 0  |

### Andamento in campionato
| Giornata  | 1 | 2 | 3 | 4 | 5 | 6 | 7 | 8 | 9 | 10 | 11 | 12 | 13 | 14 | 15 | 16 | 17 | 18 | 19 | 20 | 21 | 22 | 23 | 24 | 25 | 26 | 27 | 28 | 29 | 30 |
| --------- | - | - | - | - | - | - | - | - | - | -- | -- | -- | -- | -- | -- | -- | -- | -- | -- | -- | -- | -- | -- | -- | -- | -- | -- | -- | -- | -- |
| Luogo     | T | C | T | C | T | C | T | T | C | T  | C  | C  | T  | C  | T  | C  | T  | C  | T  | C  | T  | C  | T  | C  | T  | C  | T  | C  | T  | C  |
| Risultato | V | P | V | N | P | V | V | N | V | N  |    |    |    |    |    |    |    |    |    |    |    |    |    |    |    |    |    |    |    |    |
| Posizione | 5 | 7 | 4 | 4 | 9 | 6 | 4 | 4 | 3 | 4  |    |    |    |    |    |    |    |    |    |    |    |    |    |    |    |    |    |    |    |    |

Fonte:  Eliteserien 2018, su altomfotball.no, Altomfotball.
Legenda:

Luogo: C = Casa; T = Trasferta. Risultato: V = Vittoria; N = Pareggio; P = Sconfitta.

### Statistiche dei giocatori
| Giocatore           | Eliteserien | Eliteserien | Eliteserien | Eliteserien | Norgesmesterskapet | Norgesmesterskapet | Norgesmesterskapet | Norgesmesterskapet | Coppe europee | Coppe europee | Coppe europee | Coppe europee | Altre coppe | Altre coppe | Altre coppe | Altre coppe | Totale   | Totale | Totale      | Totale     |
| Giocatore           | Presenze    | Reti        | Ammonizioni | Espulsioni  | Presenze           | Reti               | Ammonizioni        | Espulsioni         | Presenze      | Reti          | Ammonizioni   | Espulsioni    | Presenze    | Reti        | Ammonizioni | Espulsioni  | Presenze | Reti   | Ammonizioni | Espulsioni |
| ------------------- | ----------- | ----------- | ----------- | ----------- | ------------------ | ------------------ | ------------------ | ------------------ | ------------- | ------------- | ------------- | ------------- | ----------- | ----------- | ----------- | ----------- | -------- | ------ | ----------- | ---------- |
| D. Akintola         | 0           | 0           | 0           | 0           | 0                  | 0                  | 0                  | 0                  |               |               |               |               |             |             |             |             | 0        | 0      | 0           | 0          |
| I. Anthony          | 0           | 0           | 0           | 0           | 0                  | 0                  | 0                  | 0                  |               |               |               |               |             |             |             |             | 0        | 0      | 0           | 0          |
| P. Bråtveit         | 0           | -0          | 0           | 0           | 0                  | -0                 | 0                  | 0                  |               |               |               |               |             |             |             |             | 0        | 0      | 0           | 0          |
| M. Ćosić            | 0           | 0           | 0           | 0           | 0                  | 0                  | 0                  | 0                  |               |               |               |               |             |             |             |             | 0        | 0      | 0           | 0          |
| H. Fossdal          | 0           | -0          | 0           | 0           | 0                  | -0                 | 0                  | 0                  |               |               |               |               |             |             |             |             | 0        | 0      | 0           | 0          |
| C. Grindheim        | 0           | 0           | 0           | 0           | 0                  | 0                  | 0                  | 0                  |               |               |               |               |             |             |             |             | 0        | 0      | 0           | 0          |
| K. Gunnarshaug      | 0           | 0           | 0           | 0           | 0                  | 0                  | 0                  | 0                  |               |               |               |               |             |             |             |             | 0        | 0      | 0           | 0          |
| F. Gytkjær          | 0           | 0           | 0           | 0           | 0                  | 0                  | 0                  | 0                  |               |               |               |               |             |             |             |             | 0        | 0      | 0           | 0          |
| K. Haraldseid       | 0           | 0           | 0           | 0           | 0                  | 0                  | 0                  | 0                  |               |               |               |               |             |             |             |             | 0        | 0      | 0           | 0          |
| S. Ibrahim          | 0           | 0           | 0           | 0           | 0                  | 0                  | 0                  | 0                  |               |               |               |               |             |             |             |             | 0        | 0      | 0           | 0          |
| A. Ikedi            | 0           | 0           | 0           | 0           | 0                  | 0                  | 0                  | 0                  |               |               |               |               |             |             |             |             | 0        | 0      | 0           | 0          |
| T. Kallevåg         | 0           | 0           | 0           | 0           | 0                  | 0                  | 0                  | 0                  |               |               |               |               |             |             |             |             | 0        | 0      | 0           | 0          |
| B. Karamoko         | 0           | 0           | 0           | 0           | 0                  | 0                  | 0                  | 0                  |               |               |               |               |             |             |             |             | 0        | 0      | 0           | 0          |
| I. Koné             | 0           | 0           | 0           | 0           | 0                  | 0                  | 0                  | 0                  |               |               |               |               |             |             |             |             | 0        | 0      | 0           | 0          |
| A. Kovačević        | 0           | 0           | 0           | 0           | 0                  | 0                  | 0                  | 0                  |               |               |               |               |             |             |             |             | 0        | 0      | 0           | 0          |
| K. Krygård          | 0           | 0           | 0           | 0           | 0                  | 0                  | 0                  | 0                  |               |               |               |               |             |             |             |             | 0        | 0      | 0           | 0          |
| B. Leite            | 0           | 0           | 0           | 0           | 0                  | 0                  | 0                  | 0                  |               |               |               |               |             |             |             |             | 0        | 0      | 0           | 0          |
| F. Pallesen Knudsen | 0           | 0           | 0           | 0           | 0                  | 0                  | 0                  | 0                  |               |               |               |               |             |             |             |             | 0        | 0      | 0           | 0          |
| E. Pinheiro         | 0           | 0           | 0           | 0           | 0                  | 0                  | 0                  | 0                  |               |               |               |               |             |             |             |             | 0        | 0      | 0           | 0          |
| H. Sandvik          | 0           | -0          | 0           | 0           | 0                  | -0                 | 0                  | 0                  |               |               |               |               |             |             |             |             | 0        | 0      | 0           | 0          |
| V. Skjerve          | 0           | 0           | 0           | 0           | 0                  | 0                  | 0                  | 0                  |               |               |               |               |             |             |             |             | 0        | 0      | 0           | 0          |
| A. Stølås           | 0           | 0           | 0           | 0           | 0                  | 0                  | 0                  | 0                  |               |               |               |               |             |             |             |             | 0        | 0      | 0           | 0          |
| T. Svendsen         | 0           | 0           | 0           | 0           | 0                  | 0                  | 0                  | 0                  |               |               |               |               |             |             |             |             | 0        | 0      | 0           | 0          |
| S. Tronstad         | 0           | 0           | 0           | 0           | 0                  | 0                  | 0                  | 0                  |               |               |               |               |             |             |             |             | 0        | 0      | 0           | 0          |
| J. Våge Nilsen      | 0           | 0           | 0           | 0           | 0                  | 0                  | 0                  | 0                  |               |               |               |               |             |             |             |             | 0        | 0      | 0           | 0          |
| K. Velde            | 0           | 0           | 0           | 0           | 0                  | 0                  | 0                  | 0                  |               |               |               |               |             |             |             |             | 0        | 0      | 0           | 0          |
| I. Wadji            | 0           | 0           | 0           | 0           | 0                  | 0                  | 0                  | 0                  |               |               |               |               |             |             |             |             | 0        | 0      | 0           | 0          |